# Prostituce v Čadu
Prostituce v Čadu je nelegální, ale běžná, zejména v městských centrech a v jižní části země. UNAIDS odhaduje, že v zemi působí přibližně 1 200 prostitutek. Mnoho z nich pochází z Kamerunu.

## HIV
Jako v mnoha jiných zemích subsaharské Afriky je i v Čadu problémem HIV. Jednou z vysoce rizikových skupin obyvatelstva jsou prostitutky. Nedostatečné pochopení infekce, nízká míra používání kondomů při pohlavním styku a špatný přístup ke zdravotní péči přispívají k vysoké míře prevalence HIV, která je v zemi 20 %.

## Sex trafficking
Čad je zdrojovou, tranzitní i cílovou zemí pro dětské oběti sex traffickingu. Problém obchodu s lidmi je v této zemi především vnitřní a často zahrnuje svěřování dětí příbuzným nebo prostředníkům výměnou za příslib vzdělání, učení či za peníze. Čadské dívky se vydávají do větších měst hledat práci, kde se posléze stávají oběťmi dětského sex traffickingu nebo jsou zneužívány při službě v domácnostech. Obchod s dětmi je problémem také mezi uprchlíky a vnitřně vysídlenými osobami v Čadu.
Nevládní organizace uvádějí, že do obchodu s dětmi jsou zapojeny i teroristické skupiny patřící k Boko Haram a její odnoži Islámskému západoafrickému státu. Od května 2015 útoky Boko Haram a konkurenční vládní vojenské operace v oblasti Čadského jezera zvyšují počty vnitřně vysídlených osob, tedy lidí ohrožených obchodem s lidmi.
Nevládní organizace informovaly o zapojení některých místních úředníků do obchodu s lidmi.